# Vývoj evropské migrační krize v září 2015
Září 2015 přineslo ve vývoji Evropské migrační krize poměrně výrazné zhoršení situace, způsobené nárůstem počtu migrantů přicházejících do Evropy oproti předchozím měsícům, a to především na Balkánské migrační trase, odkud se problematická situace v závěru měsíce přesunula i do západní a části severní Evropy.

## Vývoj krize v září 2015

### Přerušení dopravy a přesun krize do Střední Evropy
Dne 3. září pomocí léčky maďarská policie odlákala část imigrantů z budapešťského východního nádraží do vlaku, který byl zastaven v blízkosti města Bicske, odkud je odvedla do blízkého detenčního tábora. Dne 4. září se kvůli problematice nelegální migrace sešli v Praze na mimořádném jednání premiéři zemí Visegrádské čtyřky. Shodli se na nutnosti lepší ochrany vnější hranice Schengenského prostoru a důrazně odmítli novou verzi kvót na přerozdělení uprchlíků, kterou prosazuje zejména Německo, Itálie a Francie. Summit se konal ve stínu setkání evropských premiérů v Lucemburku, kteří naopak podporují přerozdělování uprchlíků po celé Evropské unii.

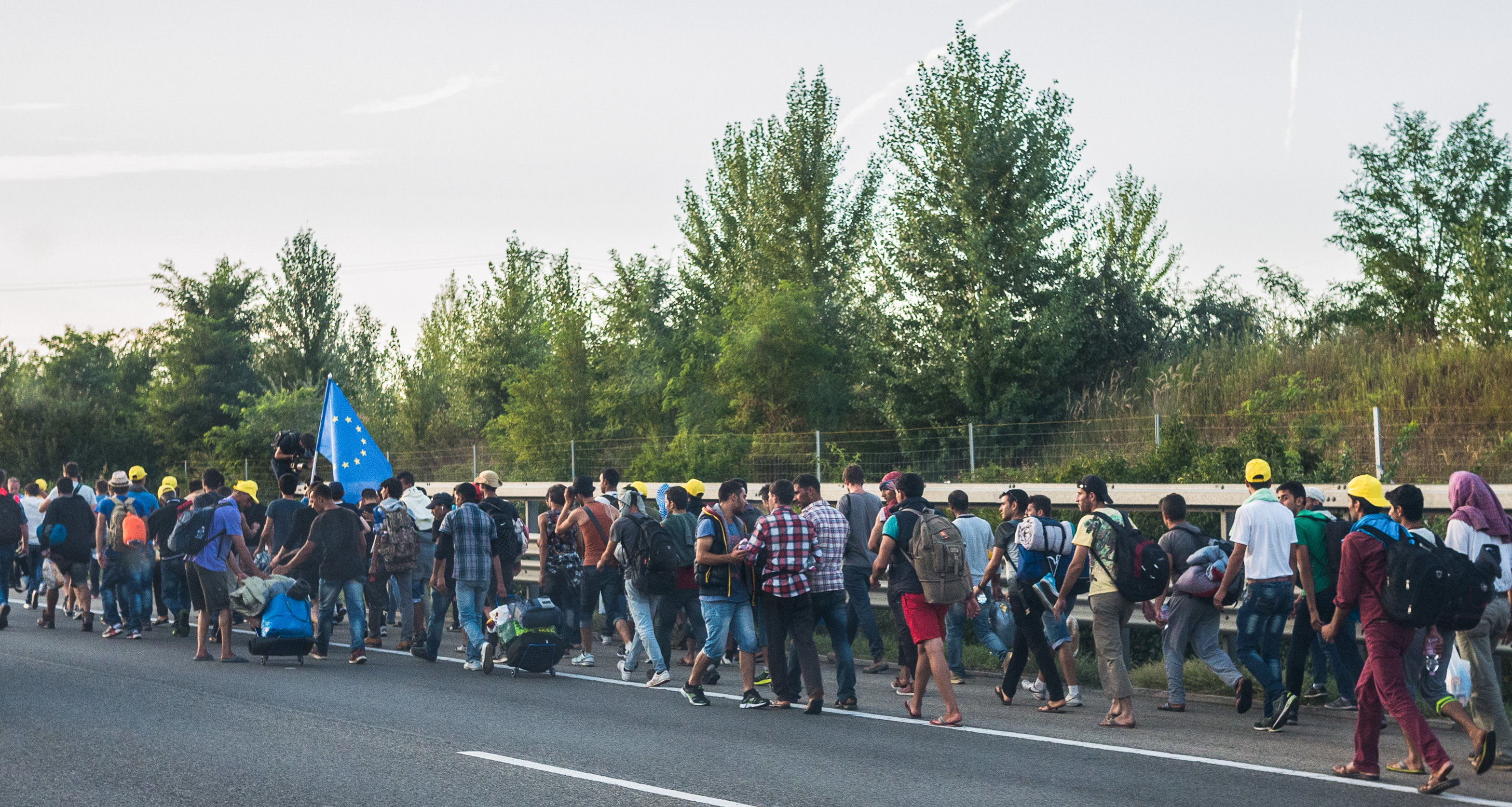
Pěší pochod uprchlíků v Maďarsku.

Ještě téhož dne eskalovala situace v Maďarsku, kde se na náměstí Baross tér před Východním nádražím shromáždilo několik tisíc migrantů. Poté, co byla část z nich lstí odvezena zvláštním vlakem k táboru Bicske, se rozhodli vyhnout se jak převaděčům, tak i veřejné dopravě a cestovat ke 180 km vzdálené maďarsko-rakouské hranici pěšky. Maďarská policie proto musela uzavřít několik silničních tahů; proud migrantů a uprchlíků se vydal v podobě Pochodu naděje z Východního nádraží přes Rákocziho ulici na Eliščin most a poté ulicí Hegyalja út k dálnici M1 ve směru na Bratislavu a Vídeň. K nim se později připojil dav lidí, který opustil nouzově zřízený tábor v Bicske. Přestože maďarská vláda nejprve oznámila, že migrantům neumožní překročit hranici do Rakouska, 5. září vypravila první speciální autobusy. V Rakousku byly vypraveny zvláštní vlaky, které je odvezli do Salcburku.
Na hranici se Srbskem byl mezitím zřízen tábor v Röszke, který by měl zachytit většinu lidí, kteří nelegálně přicházejí do Maďarska z jihu. Tábor však byl držen stranou mediální pozornosti a maďarská policie zabránila novinářům vstup na jeho území i do jeho blízkosti. 4. září z něj uteklo na 1500 lidí.

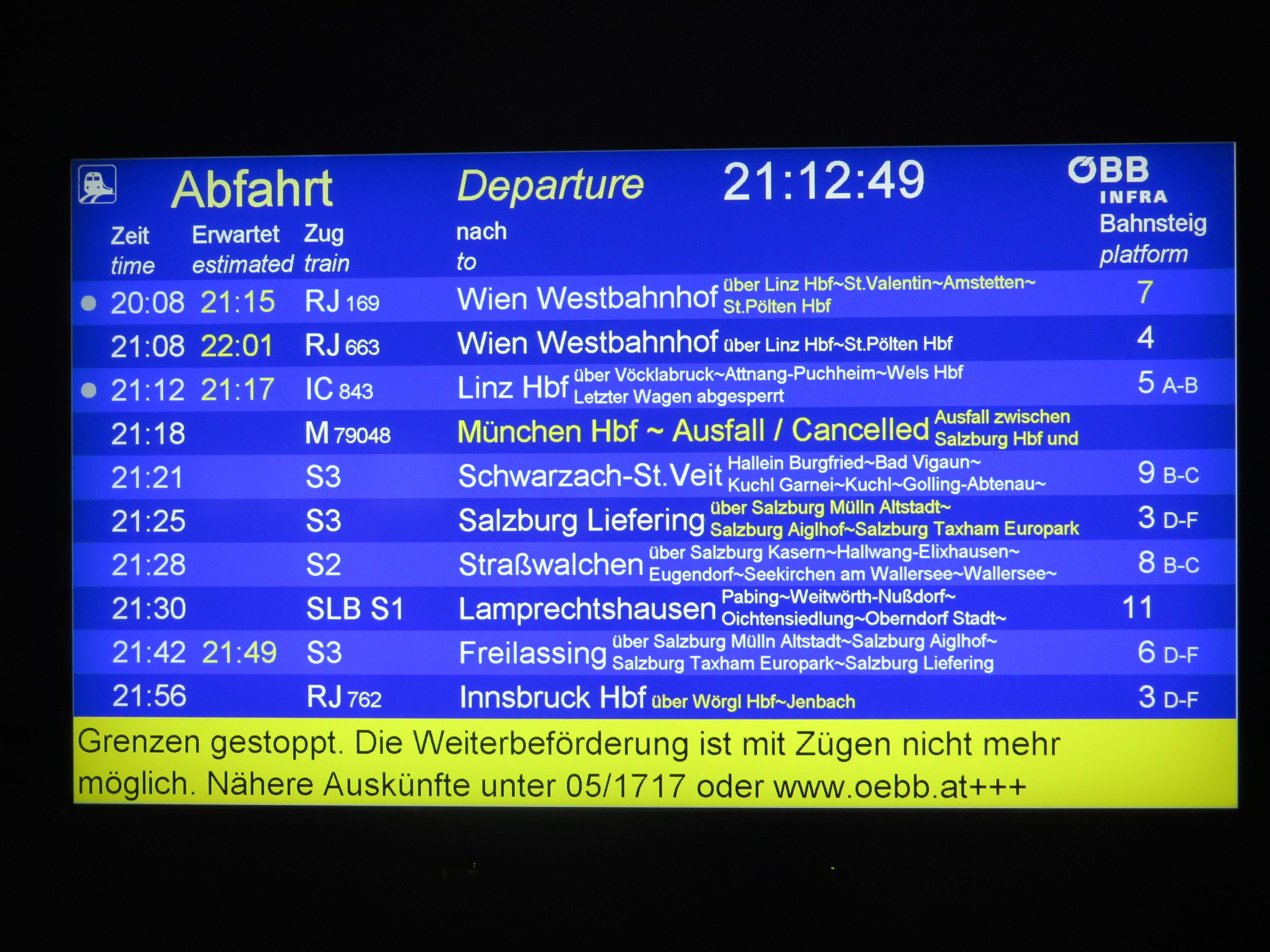
Oznámení o přerušení železniční dopravy na nádraží v Salcburku

Dne 9. září 2015 přerušila ve večerních hodinách dánská státní železniční společnost DSB provoz vlaků, směřujících z Dánska do Německa a obráceně, a to z důvodu jejich přeplněnosti imigranty, kteří se přes Dánsko pokoušejí dostat do Švédska právě z Německa. Dánský úřad pro imigraci rovněž zveřejnil v libanonských novinách informace, ve kterých vyzýval syrské uprchlíky, aby se neusazovali v Dánsku. Téhož dne také vyšel německý deník Bild ve zvláštním vydání v arabském jazyce, ve kterém se snažil informovat uprchlíky o nezbytných informacích o Berlíně a o tom, jak mohou nalézt v Německu pomoc.
Dne 9. září byl také představen nový návrh kvót na přerozdělení uprchlíků. Celkem se mělo jednat o 160 000 úspěšných žadatelů o azyl, oproti původně navrhovaným 60 000 běžencům, kteří měli být rozděleni mezi všechny členské státy EU. Pokud by bylo postupováno podle stejného vzorce jako při první plánované verzi kvót, připalo by na Česko 2,98 % uprchlíků, tedy 5 513 osob. Tyto kvóty podporují zejména západoevropské státy, naopak proti návrhům se staví většina zemí střední a východní Evropy.
Dne 11. září byla zveřejněna nahrávka ze záchytného táboru v Röszke, kde potraviny pro uprchlíky byly distribuovány prostřednictvím házení do davu. Zástupci některých lidskoprávních organizací, jako např. Human Rights Watch, tuto skutečnost ostře kritizovali a maďarská vláda nařídila její vyšetření. Protože samo Maďarsko mělo značné problémy s registrací uprchlíků, namísto jejich převážení do uprchlických táborů je autobusy budapešťského dopravního podniku přepravovalo rovnou do města Hegyeshalom a jinam na rakousko-maďarskou hranici. Na místě při hranici se Srbskem vzniklo provizorní registrační místo, kde pracují dobrovolníci z řady evropských zemí, včetně Česka. Maďarská vláda mezitím rozhodla o nasazení armády na jižní hranici se Srbskem. Armáda byla rozmístěna na hranici v počtu několika tisíc lidí od poloviny září. Od 15. září byla poté dokončena druhá fáze pohraničního plotu, která výrazně snížila nelegální přechody hranic ze Srbska. Bylo rozhodnuto o umístění speciálních bran na železničních hraničních přechodech, které se otevřou jen tehdy, pokud se blíží vlak.

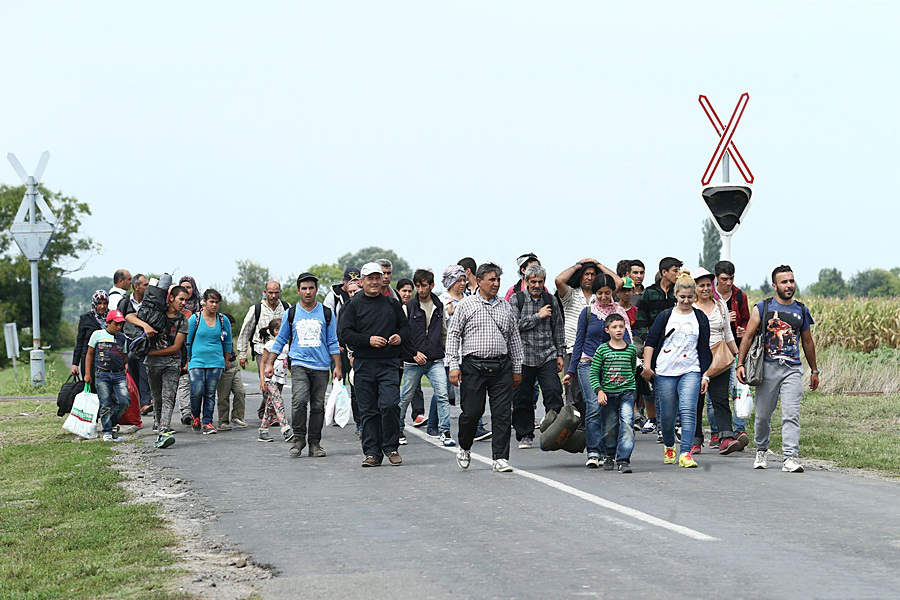
Migranti přecházející přes Maďarsko

Dne 12. a 13. září docestovalo do Německa přes deset tisíc migrantů. Většina z nich směřovala po trase přes Rakousko vlaky. Registrační místa na hlavním nádraží v Mnichově však byla přeplněná a spolková země Bavorsko, která dlouhodobě kritizuje jednání jak celoněmecké vlády, tak i evropských institucí, neboť se cítí přetížená náporem imigrantů, se dostala velmi blízko svých maximálních kapacit. Prioritou se tak v průběhu září stalo převážení uprchlíků z Mnichova dále do Německa, aby nebyly kapacity přeplněny, což se však ještě v těch dnech v Bavorsku stalo. Německá vláda následně jednohlasně na svém mimořádném zasedání v Berlíně vyhlásila dočasné zavedení hraničních kontrol na německo-rakouské hranici, a to s okamžitou platností. Zváženo bylo rovněž zavedení obdobných kontrol na hranicích s Českem a Polskem. Německé dráhy následně dne 13. září v 17:00 přerušily železniční spojení s Rakouskem, nicméně pouze v jediném směru. Česká vláda se o zavedení hraničních kontrol mezi Rakouskem a Německem dozvěděla z médií.[zdroj?]

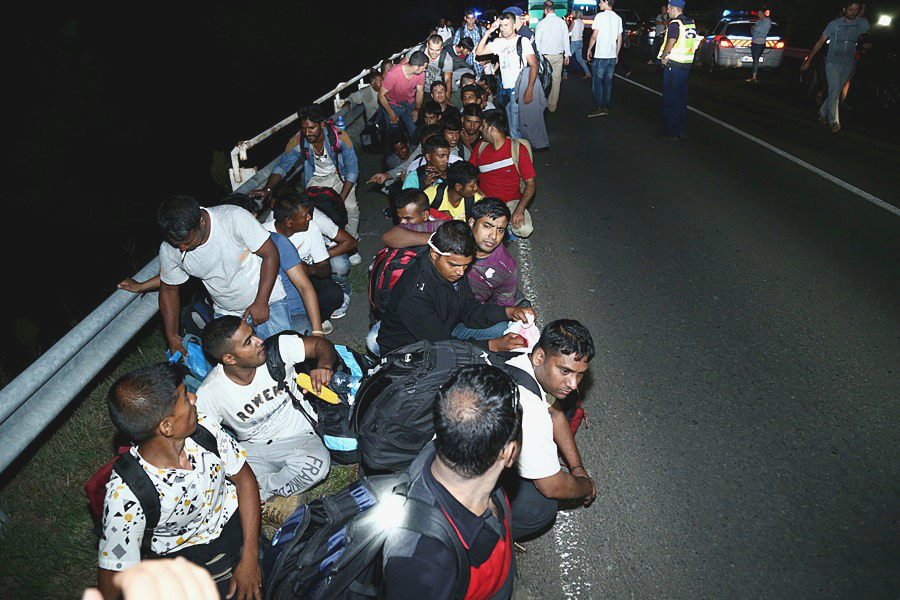
Migranti na balkánské trase poblíž maďarsko-srbské hranice v srpnu 2015

Dne 14. září v dopoledních hodinách v reakci na německé kontroly na hranici s Rakouskem zavedlo hraniční kontroly i Slovensko, a to na hranici s Maďarskem a Rakouskem. Stejné opatření učinilo i Rakousko na hranicích s Maďarskem, odkud přichází drtivá většina migrantů. Rakousko také povolalo na řešení migrační krize armádu, která pomáhá s humanitární pomocí. Během téhož dne se na německo-rakouské hranici vytvořily dlouhé kolony, které na hlavních dálničních a silničních tazích dosáhly délky až 30 kilometrů. Opět bylo na několik hodin přerušeno železniční spojení mezi oběma zeměmi. Rakouské bezpečnostní složky uzavřely bývalý hraniční přechod v Nickelsdorfu s odůvodněním, že je přetížen. Automobily poté rakouská policie odkláněla zpět na maďarské území. Francouzská strana Front National požádala o uzavření francouzsko-německé hranice. V České republice ještě téhož dne předseda ODS Petr Fiala vyzval vládu, aby zavedla kontroly na jižní hranici s Rakouskem. Uzavírání hranic vyvolalo v evropských médiích otázku, zdali dojde k zániku Schengenského prostoru. Ze zpřísnění pohraničního režimu byla znepokojena například i italská vláda. Česká politická reprezentace krok Německa znovu zavést kontroly na svých hranicích odsoudila a vyzvala k hledání celoevropského řešení. I přes rozsáhlý nátlak většiny zemí Evropské unie však i nadále česká vláda spolu se slovenskou, polskou a maďarskou odmítla princip evropských kvót. Ve večerních hodinách začal mimořádný summit evropských ministrů vnitra v Bruselu. Bylo zde potvrzeno převzetí 40 000 uprchlíků z Itálie a Řecka do ostatních zemí EU. Také se debatovalo o plánovaném přerozdělení dalších 120 000 úspěšných žadatelů o azyl z Itálie, Řecka a také Maďarska, celkem tedy již 160 000 osob, při kterém by na ČR připadlo 5 513 uprchlíků. Česká republika, Slovensko, Maďarsko a některé další státy jsou však stále proti tomuto návrhu, protože podle jejich názoru přerozdělení migrantů nic neřeší.

### Uzavření maďarsko-srbské hranice pro migranty
Na maďarsko-srbské hranici byly rozmístěny jednotky maďarské armády a policejní složky obsadily všechny dosud nedokončené proluky v pohraničním plotě tak, aby žádný z uprchlíků nemohl překročit hranici do Maďarska. Na trati Subotica-Szeged byl umístěn v pohraničním prostoru speciální vagon s žiletkovým drátem, aby migranti nemohli překonat hranici ani po kolejích. Uzavřen byl také vzdušný prostor v blízkosti hranice do výšky 1 350 metrů a nad plotem hlídkují vojenské helikoptéry. Od 15. září poté začal být v Maďarsku účinný nový zákon, na základě kterého spáchají všichni ti, kteří překročí státní hranici bez platného schengenského víza, trestný čin. Policie proto připravila mobilní soudní síně, ve kterých budou probíhat případné procesy s imigranty. Maďarská vláda také zvažuje vyhlášení výjimečného stavu. Tato zpráva se velmi rychle mezi uprchlíky roznesla, a ti se proto pokoušeli překonat hranici co nejrychleji to bylo možné. Vyklidili proto park u železničního nádraží v Bělehradě, který byl obsazen stovkami až tisíci lidí již od května 2015. Maďarská média při té příležitosti obvinila srbskou vládu, že organizuje přepravu imigrantů na hranici, aby tito lidé nezůstali čekat před uzavřenou hranicí.

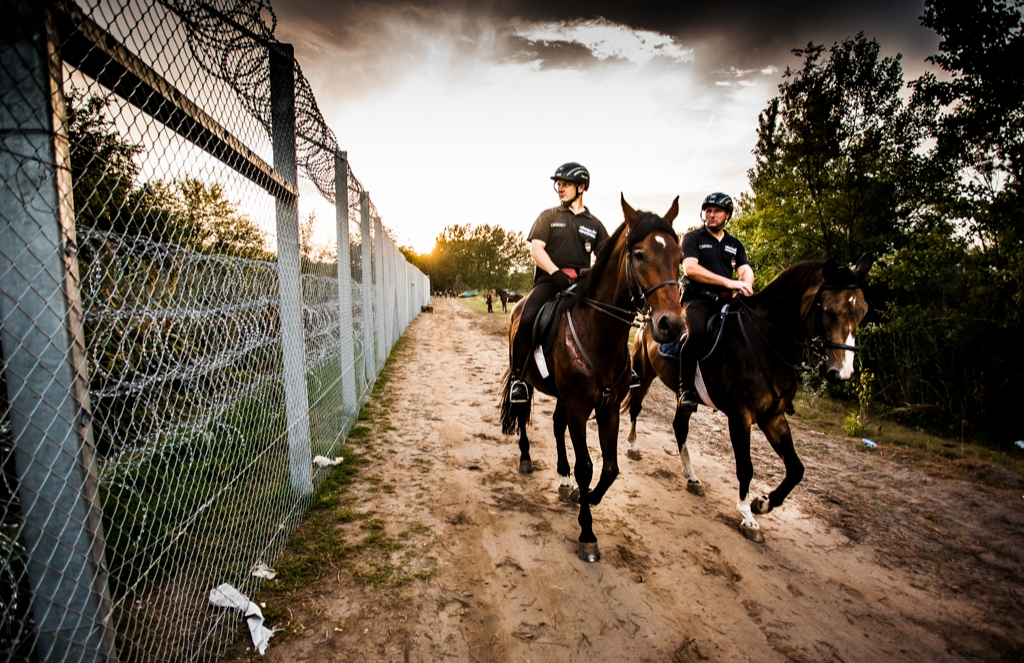
Plot na maďarsko-srbské hranici

Dne 15. září agentura Frontex uvedla, že od začátku ledna do konce srpna roku 2015 překonalo vnější hranici Schengenského prostoru už více než 500 000 migrantů. Jen za srpen jich bylo více než 156 000. Skutečné počty imigrantů, kteří se dostali do Evropy přes Středozemní a Egejské moře jsou ale o něco nižší, jelikož hranici Schengenského prostoru překonávají migranti celkem dvakrát (v Řecku a v Maďarsku) a např. v Německu tvoří část žadatelů o azyl i obyvatelé balkánských států, zejm. Kosova. 15. září dopoledne vyhlásilo Maďarsko ve dvou příhraničních regionech krizový stav a rovněž začaly platit přísnější zákony vůči nelegální migraci. Ve stejný den se konala také schůze poslanecké sněmovny, na níž byla jako první bod programu zařazena evropská migrační krize.
Ještě téhož dne večer, kdy již bylo jisté, že žádné uprchlíky maďarští pohraničníci na své území nepustí, dostali autobusoví dopravci v Srbsku příkaz vozit migranty autobusy nikoliv do Subotice, ale k městu Šid, které se nachází na hranici s Chorvatskem. Neziskové organizace rozdávaly migrantům, čekajícím u pohraničního plotu na maďarské hranici letáky, ve kterých jim ukazovaly volnou cestu do Chorvatska, a stejné výzvy kolovaly rovněž i po sociálních sítích, které imigranti hojně využívají. Chorvatské bezpečnostní složky se již po několik dní na relokaci balkánské migrační trasy z Maďarska na území Chorvatska a Slovinska připravovaly. V lokalitě Sot-Principovac byl proto připraven záchytný tábor. Vláda oznámila záměr vystavět na hranicích s Rumunskem plot, podobný tomu na maďarsko-srbské hranici.
Rakousko obnovilo hraniční kontroly i na hranicích s Itálií, Slovinskem a Slovenskem. Německá policie zintenzivnila kontroly na části společné německo-francouzské hranice.

### Důsledky uzavření maďarsko-srbské hranice

Schengenský prostor, země plně zapojené (modře) a částečně zapojené (žlutě)

Dne 16. září začali imigranti ve velkém obcházet maďarský pohraniční plot přes Chorvatsko a Slovinsko. Chorvatský premiér Zoran Milanović sdělil, že jim umožní volný průchod do západní Evropy, případně je přijme. Téhož dne odpoledne překonali migranti plot na srbsko-maďarských hranicích. Policistům se ale dav běženců, který na ně házel tyče a plastové lahve, podařilo za pomoci přivolaných posil zastavit. Při střetech, během kterých musely pořádkové složky použít slzný plyn, bylo zraněno asi 20 policistů a několik stovek uprchlíků a migrantů. Maďarští policisté zbili také tři srbské novináře. Během dne oznámilo Maďarsko plán na výstavbu plotu i na hranici s Chorvatskem. Začalo také vyznačování trasy na hranicích s Rumunskem, kudy povede další plot, jehož výstavba byla avizována již dříve.
S cílem vyhnout se maďarskému pohraničnímu plotu se dne 17. září vydaly další tisíce imigrantů ze Srbska do Chorvatska. Během 16. a 17. září jich dorazilo do Chorvatska přes 9 tisíc. V některých příhraničních obcích vznikl chaos, jelikož Chorvatsko nebylo na příchod takového množství lidí připraveno. Zatímco 16. září uvedla vláda, že imigrantům umožní průchod koridory přes chorvatské území, o den později chorvatský ministr vnitra Ranko Ostojić upozornil, že pokud za jeden den přijde do Chorvatska 8 000 migrantů, vláda uzavře hranice se Srbskem. Chorvatská prezidentka Kolinda Grabarová-Kitarovičová vyzvala téhož dne armádu ke zvýšení připravenosti na možné nasazení u srbské hranice. I chorvatská vláda poté, co do země přišlo několik tisíc imigrantů změnila svůj přístup; namísto slíbeného volného pohybu uprchlíků oznámila, že jim umožní pohyb pouze do sběrných center v blízkosti Záhřebu. Někteří migranti však využívají chorvatské území jen proto, aby obešli pohraniční plot se Srbskem a dále pokračují přes maďarské území. Ještě 17. září, jen 2 dny poté, co byl hlavní proud uprchlíků přesměrován na chorvatské území, bylo uzavřeno 7 hraničních přechodů mezi Srbskem a Chorvatskem. Do záchytného tábora ve městě Beli Manastir bylo odvezeno dvakrát tolik lidí, kolik umožňovaly kapacity zařízení. Proto také zřídila chorvatská armáda při hranici se srbskem další záchytný tábor s kapacitou celkem 5000 lidí.
Dne 18. září oznámila chorvatská vláda nový přístup k migrantům – dovolí jim přejít srbsko-chorvatské hranice, postará se o ně, ale z důvodu nedostačujících kapacit je bude posílat dál do Evropské unie, a to hlavně přes Slovinsko a Maďarsko. 18. září ve večerních hodinách vyslalo Chorvatsko několik desítek autobusů s migranty k maďarským hranicím, kde překročili hranice Schengenského prostoru. Tento krok ale vyvolal pobouření v Maďarsku, protože zatímco 15.- 17. 9. dorazilo do Maďarska jen několik stovek imigrantů, během následujícího dne jich bylo 7 852. Slovinská policie použila slzný plyn proti skupině asi 500 osob na chorvatsko-slovinské hranici, kteří se snažili proniknout do Slovinska. 18. září také Maďarská vláda oznámila začátek stavby 41 km dlouhého plotu na maďarsko-chorvatských hranicích.
Dne 19. září v poledne oznámilo Maďarsko, že byla dokončena stavba plotu s ostnatým drátem na 41 km dlouhém úseku hranice s Chorvatskem. Maďarský ministr obrany István Simicskó na žádost náčelníka armádního štábu povolal na pomoc armádní rezervisty. Téhož dne byly do Maďarska přiváženy další tisíce migrantů autobusy a vlaky z Chorvatska. Maďarsko v reakci na tento krok pohrozilo, že pokud se přístup Chorvatů nezmění, zablokuje vstup Chorvatska do Schengenského prostoru. 21. září začala příprava na výstavbu plotu na další části maďarsko-chorvatské hranice, v župě Zala.

### Pokračování krize ve Střední Evropě

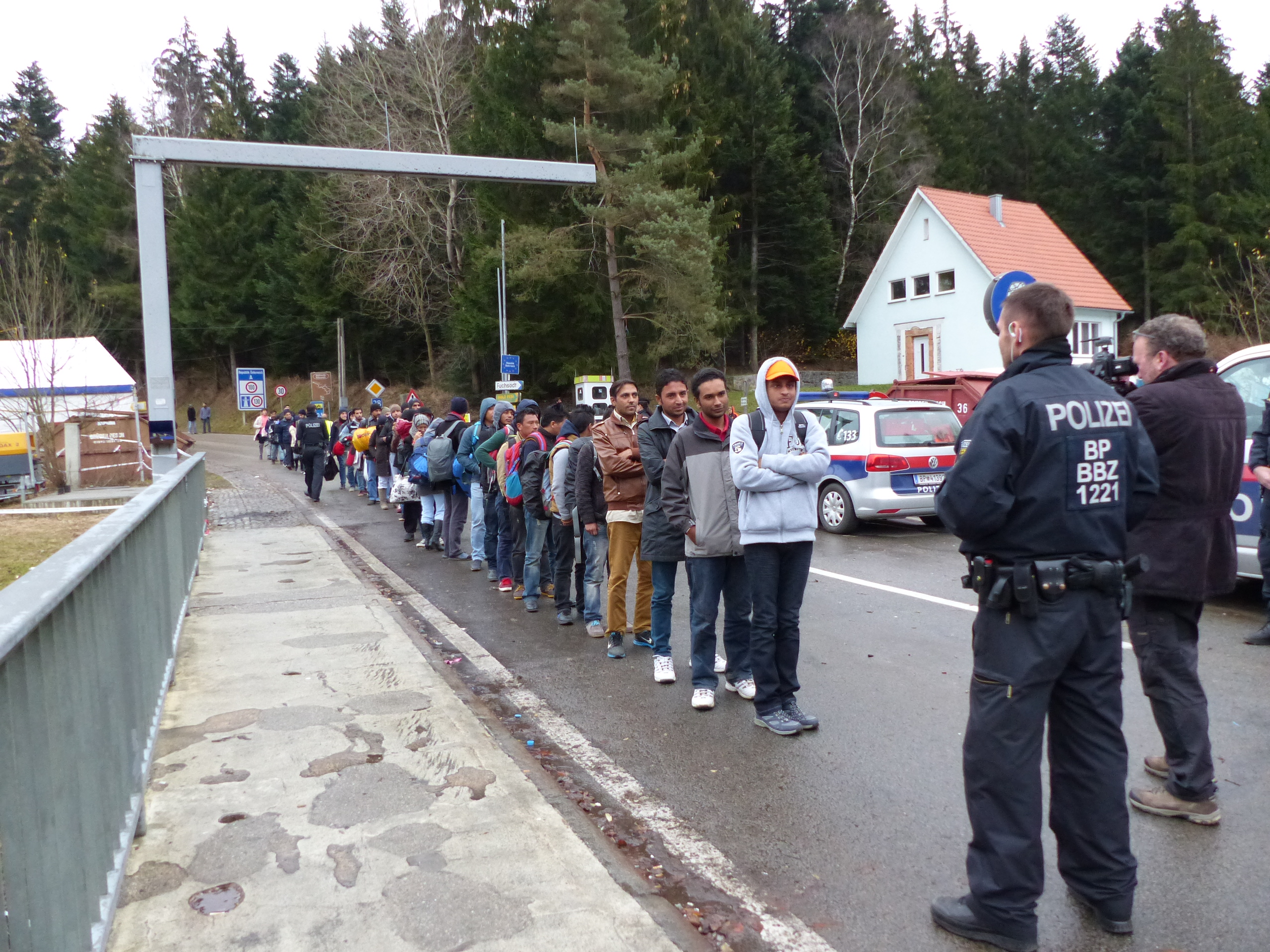
Migranti přicházející do Německa, nedaleko českých hranic

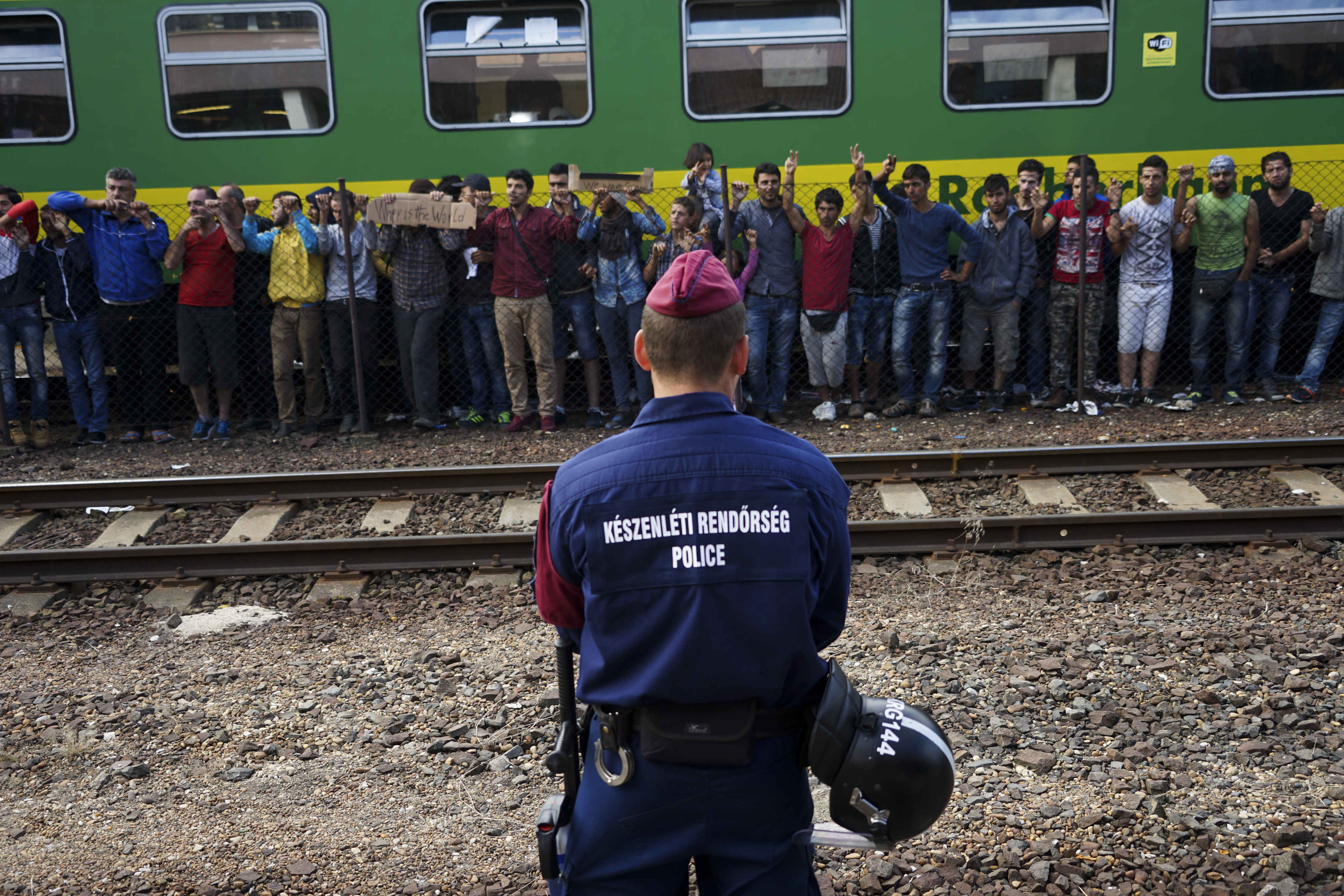
Zachycení imigranti u zastaveného vlaku v Maďarsku

I přes zavedené kontroly na hranicích s Rakouskem se 15. září dostalo do Německa 6 000 imigrantů, o den později dokonce 9 100. Slovinská vláda téhož dne uvedla, že budou obnoveny kontroly na hranicích s Chorvatskem s cílem ochránit vnější hranice Schengenského prostoru. Český premiér Bohuslav Sobotka oznámil, že ČR je schopna přijmout stejný počet uprchlíků jako za války na Balkánském poloostrově, tedy asi 10 – 15 tisíc osob. Během 19. září překročilo maďarsko-rakouské a slovinsko-rakouské hranice přes 12 000 imigrantů, kteří jsou od hranic dále přepravováni autobusy do Vídně a Grazu. Agentura ČTK dne 20. září uvedla, že Německo kvůli přílivu imigrantů ruší plány na snižování daní a zároveň posiluje programy na pomoc nezaměstnaným. 20. září oznámilo české ministerstvo zahraničí, že podle výsledků analýzy, kterou si nechalo vypracovat, jsou kvóty na rozdělování uprchlíků mezi členské státy EU nezákonné.
Zatímco situace na tzv. středomořské migrační trase se za poslední týdny stabilizovala, balkánská trasa je stále pod velkým náporem imigrantů. 20. a 21. září se zhoršila situace v Rakousku, kam přes hranice s Maďarskem a Slovinskem přišlo každý den přes 10 000 imigrantů. Nejkritičtější je situace v rakouském příhraničním městečku Nickelsdorf, kam přes Maďarsko přichází každý den tisíce migrantů. 21. září schválil maďarský parlament nový zákon, podle kterého se mohou příslušníci policie a armády aktivně zapojit do ochrany státních hranic. Podle údajů maďarské policie o víkendu 20. – 21. září nelegálně překročilo maďarské státní hranice 18 757 osob. Většina imigrantů je svážena do záchytných táborů v západním Maďarsku, odkud poté pokračují do Rakouska, které se k jejich příchodu staví výrazně vstřícněji než Maďarsko.
Dne 22. září schválili ministři vnitra států Evropské unie kvóty na rozdělení uprchlíků mezi členské země EU. Proti návrhu hlasovali zástupci Česka, Slovenska, Maďarska a Rumunska, Finsko se zdrželo hlasování a ministři ostatních 23 unijních států s kvótami souhlasili. V praxi se bude jednat o povinné přemístění 120 000 úspěšných žadatelů o azyl z Itálie, Řecka a Maďarska do ostatních členských zemí EU, které ale nebude začátkem trvalého mechanismu. V roce 2015 má být přemístěno 66 000 osob z Itálie a Řecka. Maďarský premiér Viktor Orbán řekl, že Maďarsko momentálně nemá s uprchlíky problém a proto nebude plánovaných 54 000 běženců z Maďarska přemístěno v letošním roce. Podle neověřených informací serveru iDnes.cz by na Česko mělo připadnout 1215 osob z Řecka a 376 z Itálie, celkem 1 591 běženců, což se ale jeví jako velmi nepřesný údaj, jelikož při první verzi kvót bylo navrhováno rozdělit 60 000 migrantů (tedy polovinu současně schválených) a na Česko přitom připadlo 1 853 osob. Dle neověřených informací britského týdeníku The Economist by mělo Česko v rámci kvót přijmout zhruba 3 100 uprchlíků. Slovenský premiér Robert Fico uvedl, že Slovensko nebude toto nařízení respektovat a je připraveno vstoupit do sporu s EU. Ke kvótám se kriticky vyjádřili také čeští představitelé. Nadále zůstává platné i dobrovolné rozdělení 40 000 běženců z Itálie a Řecka, schválené v červnu roku 2015.

Hlasování členských států EU pro kvóty na přerozdělení uprchlíků

Dne 23. září slovenský premiér Robert Fico oznámil, že Slovensko podá žalobu na Radu Evropské unie kvůli schválení kvót na přerozdělování běženců, protože podle jeho slov není možné, aby o tak závažné záležitosti rozhodovali ministři vnitra a požaduje nalezení kompromisního řešení. Český premiér Bohuslav Sobotka sdělil, že ČR se ke Slovensku nepřipojí, protože nechce stupňovat napětí uvnitř EU. Maďarský premiér Viktor Orbán 24. září skrze svého mluvčího uvedl, že žalobu na Radu Evropské unie zvažuje a definitivně se rozhodne při debatě v maďarském parlamentu. Maďarská policie oznámila, že během středy se dostalo do Maďarska 10 046 imigrantů, což je doposud rekordní počet. 23. září se také konal mimořádný summit Evropské rady k migrační krizi, který ale nepřinesl žádné konkrétní výsledky. České ministerstvo vnitra poslalo do Bruselu svůj právní rozbor kvót, na základě kterého považuje kvóty za nezákonné, ale Evropská komise stížnosti nevyhověla a uvedla, že kvóty i nadále považuje za legální.
Dne 25. září uvedla chorvatská vláda, že během evropské migrační krize se dostalo do Chorvatska již 60 000 osob a počty imigrantů, mířících do Chorvatska, neklesají. Většina z nich je z chorvatského příhraničního města Tovarnik posílána vlaky do sousedního Maďarska. Ve stejný den také uvedli zástupci Bosny a Hercegoviny a Černé Hory, že v případě, že se hlavní migrační trasy přesunou na území jejich států jsou připraveni uprchlíky přijmout. 26. září uvedla Organizace spojených národů, že neočekává zmírnění proudu migrantů, kterých přichází každý den do Evropy asi 8 000. V Německu stále klesá kvůli postoji k migrační krizi popularita kancléřky Angely Merkelové, podle aktuálního průzkumu má podporu jen 38,5 % voličů. Rakouská ministryně vnitra Johanna Miklová-Leitnerová 29. září řekla, že pokud bude imigrační krize pokračovat a běženci se kvůli zpřísněným kontrolám na německo-rakouské hranici budou hromadit v Rakousku, dojde k úplnému uzavření rakouských hranic silou. Česká cizinecká policie uvedla, že od zesílení policejních kontrol 17. června 2015 do 28. září téhož roku zadržela celkem 3 021 osob nelegálně pobývajících na území ČR.
Dne 30. září proběhlo společné cvičení české policie a armády na česko-rakouských hranicích, do kterého se zapojilo 500 policistů a 300 vojáků. Cílem akce bylo otestovat připravenost policie a armády na případné znovuzavedení hraničních kontrol. Evropská komise téhož dne oznámila, že na řešení migrační krize vyčlení v letech 2015 a 2016 celkem 1,7 miliardy eur. Němečtí představitelé uvedli, že během září 2015 přišlo do Německa celkem 270 000 imigrantů, což je více než za celý rok 2014.

### Diplomatická přestřelka mezi Srbskem a Chorvatskem

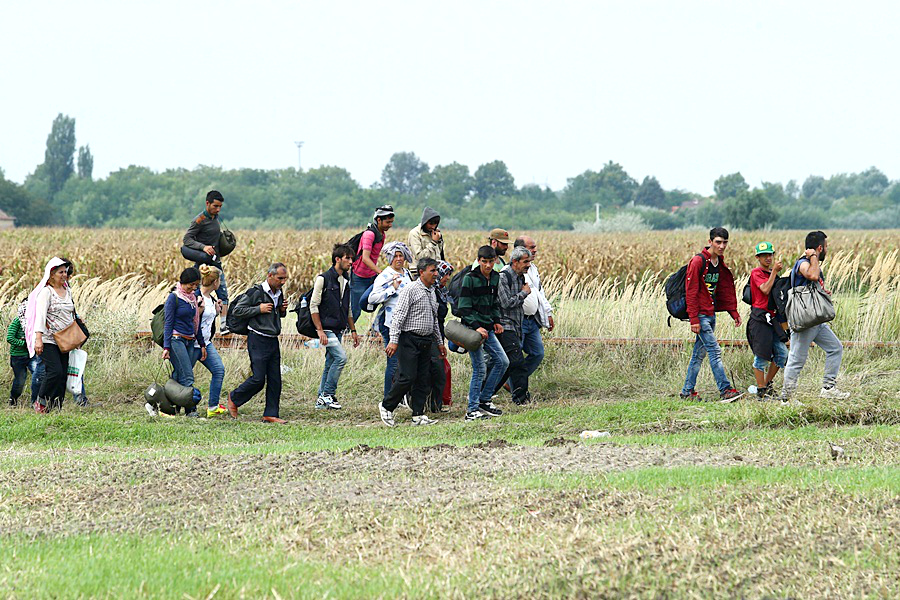
Skupinka migrantů v Maďarsku

Dne 18. září uzavřelo Chorvatsko 7 z celkem 8 silničních hraničních přechodů se Srbskem, a to poté, co do Chorvatska přišlo 13 000 imigrantů, kteří se snaží dostat ze Srbska do západní Evropy. Chorvatsko první z uprchlíků uvítalo, nicméně díky značnému náporu běženců rychle došly chorvatskému ministerstvu vnitra kapacity, kam by mohli být uprchlíci ubytováni. Uzavření hraničních přechodů sice nevedlo ke snížení počtu nových migrantů, zato však značně omezilo dopravu a poškodilo vzájemné vztahy mezi Srbskem a Chorvatskem. Od 18. do 21. září zůstal pro provoz otevřen jediný hraniční přechod Bajakovo–Batrovci, který se nachází na hlavním dálničním tahu ze Záhřebu do Bělehradu. Dne 21. září jej však chorvatská strana uzavřela pro kamionovou dopravu, což vedlo ke vzniku kolon přes deset kilometrů dlouhých ve směru do Chorvatska. Situace znepokojila srbskou vládu, která následně vydala Chorvatsku ultimátum, v němž žádala, aby byl přechod otevřen 22. září do 14:00, jinak bude podnikne odvetná opatření. Srbsko žádalo rovněž o pomoc i Evropskou komisi a Chorvatsko obvinilo z porušení smluv, které Srbsko se svým západním sousedem uzavřelo v souvislosti s přístupovým procesem k EU. Srbský premiér Aleksandar Vučić označil uzavření hranice za brutální útok na srbské hospodářství. Dne 22. září zablokovali řidiči kamionů hraniční přechod do Chorvatska. Od půlnoci 24. září zablokovalo Srbsko své hraniční přechody pro zboží z Chorvatska. Krizi se podařilo vyřešit až o den později, kdy obě strany otevřely společný hraniční přechod. Nestalo se tak však bez dalších incidentů, především podporovaných tiskem. Srbský deník Kurir označil chorvatského premiéra za idiota, sám Milanović označil Maďarsko, Srbsko a opoziční HDZ v Chorvatsku za "svatou trojici" konající proti němu.
Podle údajů agentury Frontex v září připlulo do Evropy 168 000 imigrantů, což vytvořilo nový rekord, který byl ale následující měsíc překonán.